# Chiesa di San Nicolò (Ville di Fiemme)
La chiesa di San Nicolò è la parrocchiale a Carano, frazione di Ville di Fiemme in Trentino. Appartiene alla zona pastorale di Fiemme e Fassa dell'arcidiocesi di Trento e risale al XII secolo.

## Storia

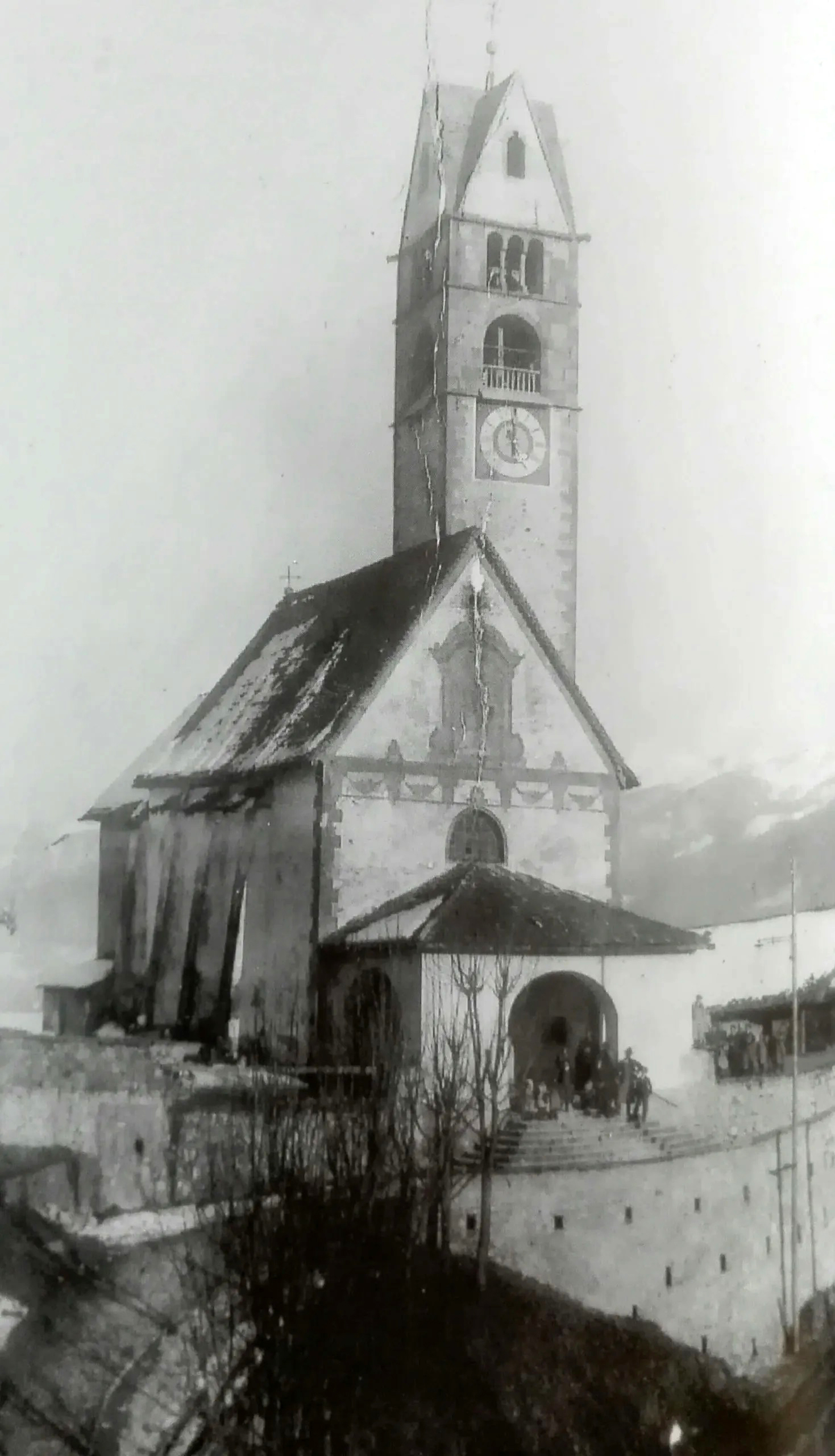
La chiesa prima dei rimaneggiamenti del 1925

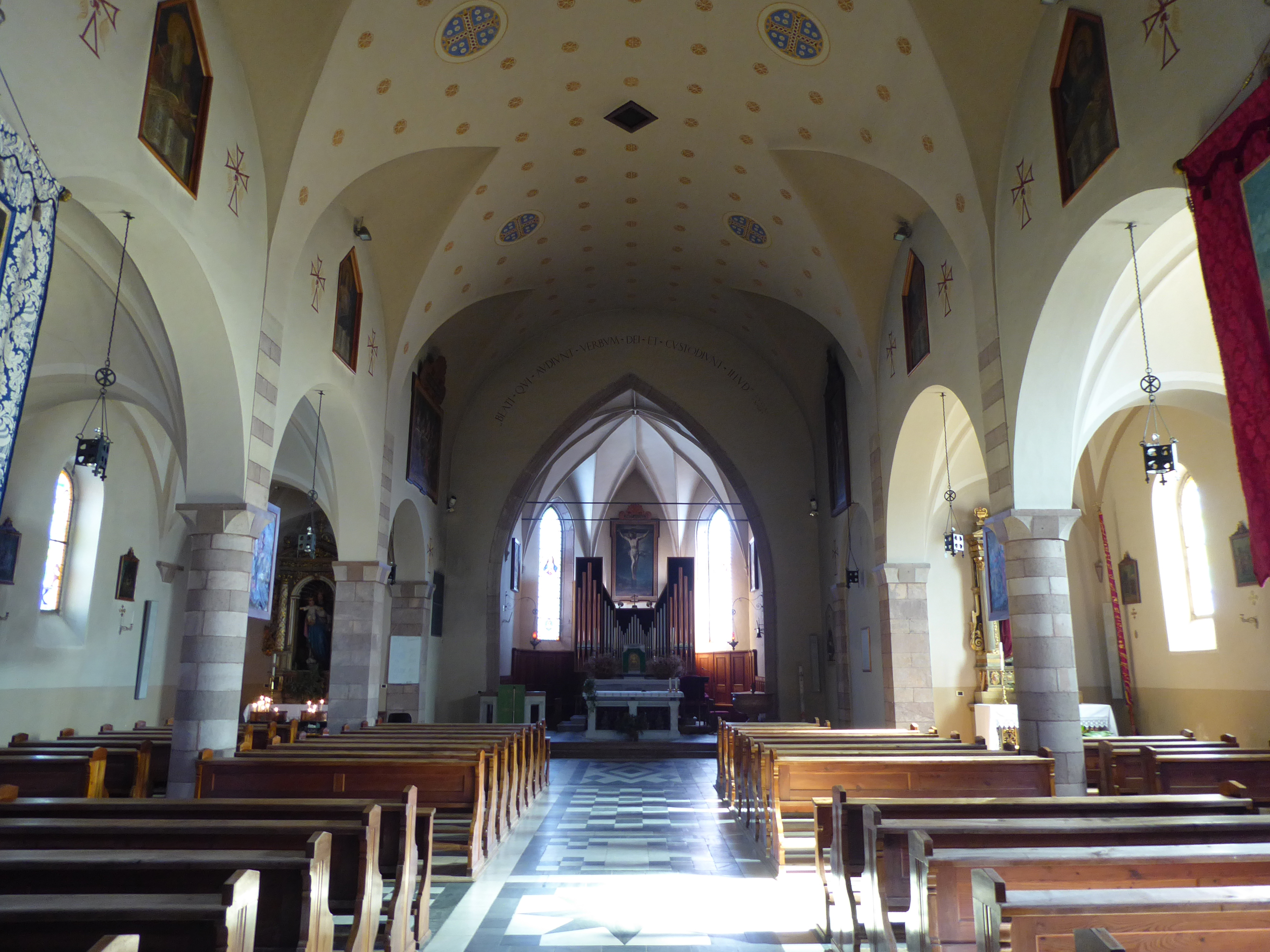
Interno con parte presbiteriale

La costruzione della chiesa di Carano risale probabilmente al 1150 e la sua consacrazione avvenne nel 1193. Una seconda consacrazione venne celebrata quasi due secoli più tardi, nel 1372. Nel 1515 venne ampliata e nuovamente riconsacrata l'anno successivo.
Nella seconda metà del XVI secolo gli interni vennero decorati e fu eretta la torre campanaria. La sagrestia venne costruita nel 1608. Ottenne la concessione del fonte battesimale nel 1722 e l'anno successivo ottenne dignità curiaziale. Nel corso del XIX secolo venne ampliata, con la costruzione di una nuova sagrestia, e fu decorata la facciata con un affresco raffigurante San Nicolò posto nel timpano. Venne poi ristrutturata in modo radicale, con modifiche strutturali al presbiterio e la rimozione delle tombe dei sacerdoti prima presenti vicino all'altare della Madonna. Venne inoltre costruito il camposanto, che pochi anni dopo fu ampliato.
Ottenne dignità di chiesa parrocchiale nel 1907 e subito dopo si pensò all'ampliamento dell'edificio. Lo scoppio della prima guerra mondiale interruppe ogni progetto. Nel primo dopoguerra del XX secolo si riprese quanto interrotto e venne scelto Giovanni Tiella per il piano di interventi di ristrutturazione. Il cantiere aprì nel 1925 e produsse modifiche sostanziali come la ricostruzione della precedente navata che portò all'ampliamento a tre navate ed al rifacimento della zona presbiteriale.

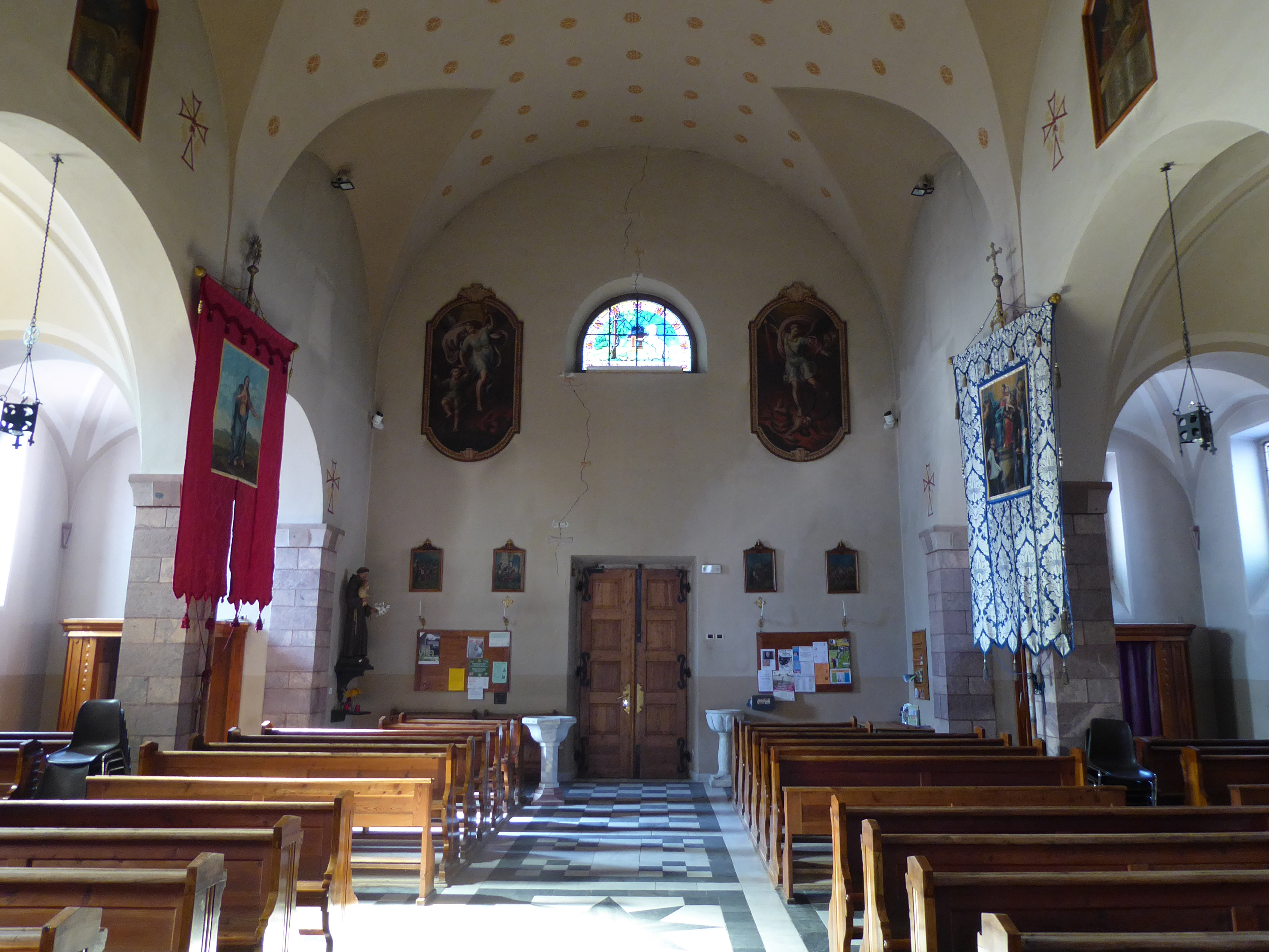
Interno con controfacciata

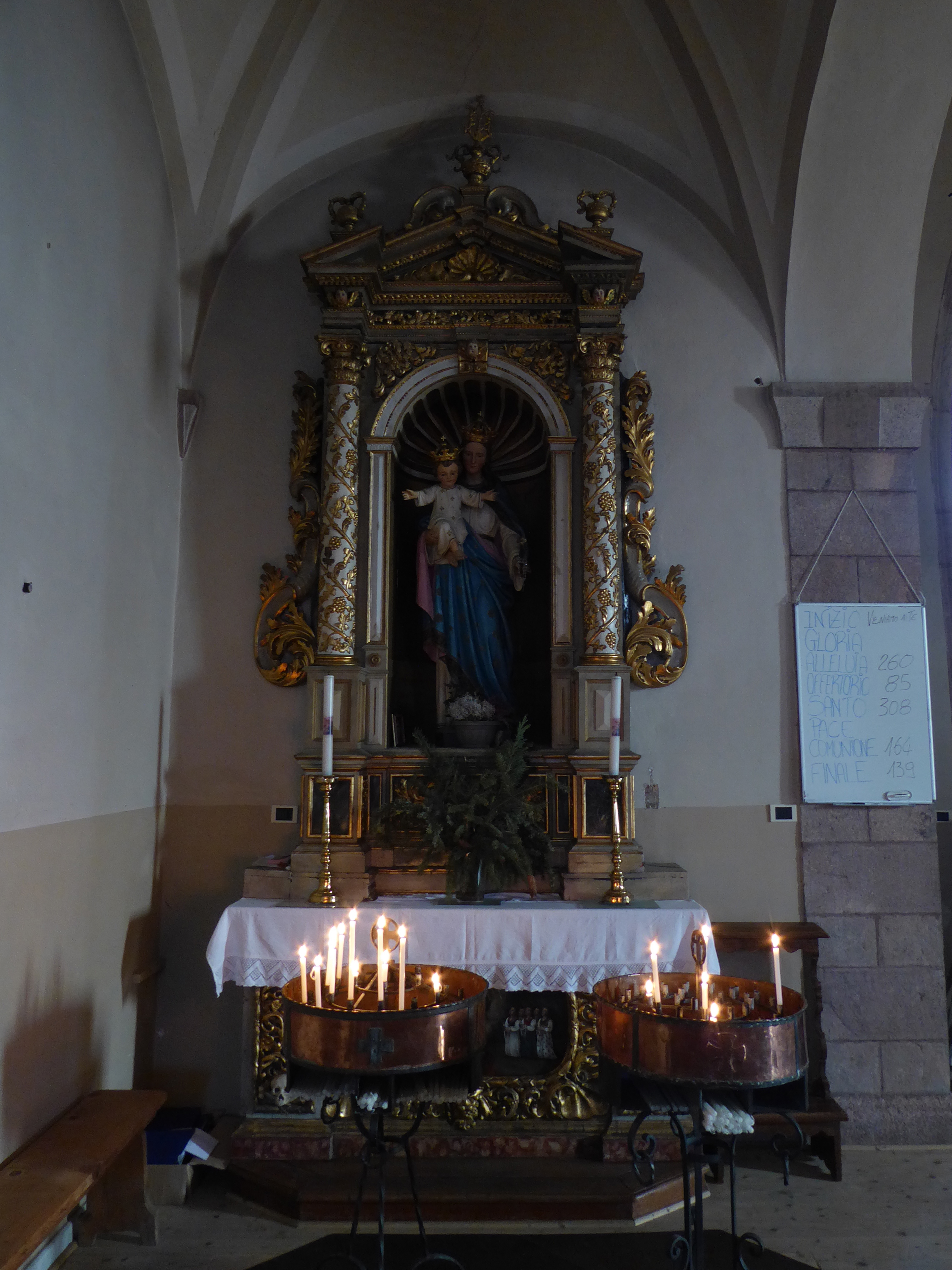
Altare laterale sinistro dedicato alla Vergine

Celestino Endrici, vescovo di Trento, consacrò la nuova chiesa ricostruita nel 1926 e subito dopo continuarono i lavori per la sua decorazione sia interna sia esterna. Anche il camposanto venne ristrutturato, nel 1927. La facciata venne affrescata nella parte della finestra a lunetta cieca nel 1938.
Gli ultimi interventi restaurativi e di mantenimento si sono avuti nel biennio 1992-1993. Si è rifatta la copertura del tetto dell'edificio e della torre campanaria con nuove scandole in legno, e si sono realizzate opere per proteggere l'edificio dalle infiltrazioni di acqua dal basso, oltre ad aggiornamenti degli impianti e al restauro degli elementi marmorei.

## Descrizione

### Esterni
La chiesa di San Nicolò si trova al centro dell'abitato e mostra tradizionale orientamento verso est. Il prospetto anteriore è formato dalla facciata a capanna con due spioventi ripidi, secondo il gusto gotico della costruzione originale, affiancata dai due corpi di fabbrica che corrispondono alle navate laterali. La parte centrale ospita il portale architravato con lunetta affrescata in un avancorpo sopra il quale, in asse, è posta la finestra a lunetta ampia che porta luce alla sala e nella parte superiore l'affresco che raffigura il titolare San Nicolò. La torre campanaria è originale e la sua cella è formata da due ordini sovrapposti di finestre a bifora e a trifora.

### Interni
L'ampia aula è a tre navate ognuna suddivisa in quattro campate. Attraverso l'arco santo si accede al presbiterio leggermente rialzato con parti in muratura dell'edificio gotico. L'altare maggiore storico, opera di Michele Ceol di Cavalese, si trova sotto il grande organo a canne.